# Junkers Jumo 205
Юнкерс Юмо 205 (нем. Junkers Jumo 205) — немецкий поршневой авиационный двигатель времён Второй мировой войны. Представлял собой двухтактный 6-цилиндровый и 12-поршневый дизельный авиационный двигатель жидкостного охлаждения системы Корейво с вертикальным расположением цилиндров и встречно движущимися поршнями. Являлся развитием Junkers Jumo 204 и считается одним из лучших авиационных дизелей.

## Недостатки двигателя
- Двигатель отлично показал себя при постоянной нагрузке, однако на резкое увеличение или падение оборотов двигатель плохо реагировал.
- на высотах свыше 5000 метров резко падала мощность двигателя

## Использование
Двигатель использовался на следующих моделях самолетов:
- Blohm & Voss BV 138
- Blohm & Voss Ha 139
- Blohm & Voss BV 222
- Dornier Do 18
- Dornier Do 26
- Junkers Ju 86

Недостатки двигателя обеспечили его применение только теми типами самолетов, которые имели ограниченные шансы на встречу с истребителями противника. Предпринимались попытки установки двигателя на танки, однако капризность и трудность в эксплуатации поставили крест и на этом проекте.